# Miguel Delibes
Miguel Delibes Setién (ur. 17 października 1920 w Valladolid, zm. 12 marca 2010 tamże) – hiszpański powieściopisarz, członek Królewskiej Akademii Hiszpańskiej.

## Życiorys
Studiował prawo i handel, objął katedrę Prawa Handlowego. Był również dziennikarzem, redagował gazetę „El Norte de Castilla” (Północ Kastylii) od 1958 do 1963 roku. Jego pierwsza powieść to La sombra del ciprés es alargada (1947), za którą otrzymał Premio Nadal.
W Drodze (El Camino, 1950) opowiada historię dziecka, które odkrywa życie i któremu grozi opuszczenie wsi i wyruszenie do miasta.
W 1953 opublikował Mi idolatrado hijo Sisí, powieść ta odzwierciedla jego światopogląd (po części autobiograficzna), opisuje w niej życie prowincjonalnego mieszczaństwa w mieście, które jest podobne do jego rodzinnego Valladolid, podobnie w krótkiej powieści El loco (Szaleniec).
Inne powieści to La hoja roja (1959), dzieło egzystencjalne, w którym fotograf wspomina swoje życie przed przejściem na emeryturę; Szczury (Las Ratas, 1962), zaczynająca się od autobiograficznych anegdot, w których wspomina się wiejski nastrój małej, zagubionej, kastylijskiej miejscowości i przede wszystkim Pięć godzin z Mariem (1966).
Istnieje duża grupa jego powieści, które mówią o wielkim zamiłowaniu pisarza – polowaniach, połączonych postaciami woźnego z liceum (miłośnika polowań), który następnie przeobraża się emigranta w Chile i emeryta. Te powieści tworzą trylogię, złożoną z Diario de un cazador (Pamiętnik myśliwego, 1955), za który otrzymał Narodową Nagrodę Literacką, Diario de un emigrante (Pamiętnik emigranta, 1968) i Diario de un jubilado (Pamiętnik emeryta, 1996).
W 1969 opublikował powieść, która różni się od jego zwyczajowej tematyki twórczości: Parábola del náufrago (Przypowieść rozbitka), do której inspiracją były wydarzenia Praskiej Wiosny.
W 1973 roku został wybrany do Królewskiej Akademii Języka Hiszpańskiego i zajął miejsce oznaczone literą „e”. W listopadzie 1974 umarła jego żona Ángeles, pogrążając pisarza w trzyletniej depresji. W 1975 wydano Las guerras de nuestros antepasados (Wojny naszych przodków). Jego następnym dziełem była powieść El disputado voto del señor Cayo (1978), niewiele później opublikowano jego mowę w Królewskiej Akademii Hiszpańskiej pod tytułem Un mundo que agoniza (Świat w agonii, 1979).
W 1982 opublikowano Niewinni święci (Los santos inocentes), gdzie autor przedstawił losy wiejskiej rodziny bezlitośnie wykorzystywanej przez lokalnych kacyków. Historia została przeniesiona na ekrany kin przez Mario Camusa. Wśród jego ostatnich dzieł znajdują się Cartas de amor de un sexagenario voluptuoso (Listy miłosne zmysłowego sześćdziesięciolatka, 1983), 377A, Madera de héroe (1987), Señora de rojo sobre fondo gris (Pani w czerwonym na szarym tle, 1991), gdzie pojawia się postać nawiązująca do jego żony i El hereje (Heretyk, 1998), powieść historyczna o prześladowaniu luteranów przez hiszpańską inkwizycję w XVI-wiecznym Valladolid, powieść ta stanowi argument na rzecz wolności religijnej, autor dedykuje ją swojemu miastu: Valladolid. Za Heretyka otrzymał po raz kolejny Narodową Nagrodę Literacką (1999).
Miguel Delibes jest również autorem cudownych krótkich opowiadań: Siestas con viento sur (Siesty w południowym wietrze, 1957), za które otrzymał Nagrodę Fastenrath lub Viejas historias de Castilla la Vieja (Dawne historie Starej Kastylii).
W roku 2000, rząd wspólnoty autonomicznej Kastylia i León zgłosiła kandydaturę Miguela Delibesa do Literackiej Nagrody Nobla, kandydatura uzyskała szerokie wsparcie w kraju i za granicą.
El Consejo de Dirección de la Sociedad General de Autores y Editores (Rada Dyrekcji Generalnego Towarzystwa Autorów i Wydawców) zaproponowała Królewskiej Szwedzkiej Akademii Nauk nazwiska pisarzy Miguela Delibesa, Francisca Ayali i Ernesta Sábato jako kandydatów do Literackiej Nagrody Nobla w 2007 roku.

## Pięć godzin z Mariem
Powieść uważana za jego mistrzowskie dzieło, jest długim mono- dialogiem Carmen, kobiety z miejskiej klasy średniej o bardzo wąskich światopoglądzie i mentalności, przed zwłokami męża Maria, nauczyciela liceum o poglądach lewicowych, przez które spędził pewien czas w więzieniu, za czasów frankizmu. Żona wyrzuca mu (powtarzając to mnóstwo razy), że m.in. nie kupił samochodu (podczas, gdy wszyscy sąsiedzi i znajomi kupili), nie zarabiał dużo, źle wychował dzieci (syn-demokrata) i traktował przedstawicieli niższych klas społecznych jak równych sobie. Poza zawartością egzystencjalną, powieść jest satyrą na mierność klasy średniej wystawionej na upadek gospodarczy za czasów frankizmu. Najważniejszym jednak tematem utworu jest Konflikt Dwóch Hiszpanii (El Conflicto de las Dos Españas). Mario jest przedstawicielem Hiszpanii demokratycznej, liberalnej, postępowej (progresista), lewicowej, otwartej na świat, tolerancyjnej, antyfaszystowskiej, natomiast Carmen reprezentuje Hiszpanię zacofaną, prawicową, faszystowską, katolicką, nacjonalistyczną, rasistowską, nietolerancyjną. Mąż i żona są skazani na siebie, podobnie jak dwie Hiszpanie, muszą żyć razem ze sobą. Nad ich życiem ciąży jakieś fatum, fatum, które dzieli naród hiszpański na śmiertelnie wrogie obozy i które umieściło je na jednym „malutkim” Półwyspie.

## Utwory
- La sombra del ciprés es alargada (1947). Nagroda Nadal
- Aún es de día (1949)
- El camino (1950)
- El loco (1953)
- Mi idolatrado hijo Sisí (1953)
- La partida (1954)
- Diario de un cazador (1955). Narodowa Nagroda Literacka.
- Siestas con viento sur (1957). Nagroda Fastenrath.
- La hoja roja (1959). Nagroda Fundacji Juana Marcha.
- Szczury pol. wyd. 1983 (Las ratas) (1962). Nagroda Krytyki. Zekranizowana.
- Europa: parada y fonda (1963)
- La caza de la perdiz roja (1963)
- Viejas historias de Castilla la Vieja (1964)
- Usa y yo (1966)
- El libro de la caza menor (1966)
- Pięć godzin z Mariem pol. wyd. 1980 (Cinco horas con Mario) (1966).
- Diario de un emigrante (1968)
- Parábola del náufrago (1969)
- Por esos mundos: Sudamérica con escala en las Canarias (1970)
- Con la escopeta al hombro (1970)
- La primavera de Praga (1970)
- Castilla en mi obra (1972)
- La caza de España (1972)
- El príncipe destronado (1973)
- Las guerras de nuestros antepasados (1975)
- Vivir al día (1975)
- Un año de mi vida (1975)
- SOS: el sentido del progreso desde mi obra (1976)
- Alegrías de la Caza (1977)
- El disputado voto del señor Cayo (1978).
- Aventuras, venturas y desventuras de un cazador a rabo (1978)
- Un mundo que agoniza (1979)
- Las perdices del domingo (1981)
- Niewinni Święci pol. wyd. 1988 (Los santos inocentes) (1982).
- El otro fútbol (1982)
- Dos viajes en automóvil (1982)
- Cartas de amor de un sexagenario voluptuoso (1983)
- La censura en los años cuarenta (1984)
- Kastila zaharreko kontu zaharrak (1985)
- El tesoro (1985)
- Tres pájaros de cuenta (1987)
- La mortaja (1987)
- Mis amigas las truchas (1987)
- 377A, Madera de héroe (1987)
- Mi querida bicicleta (1988)
- Dos días de caza (1988)
- Castilla, lo castellano y los castellanos (1988)
- Mi vida al aire libre (1989)
- Nacho, el mago (1990)
- Pegar la hebra (1991)
- El conejo (1991)
- Señora de rojo sobre fondo gris (1991)
- La vida sobre ruedas (1992)
- El último coto (1992)
- Un deporte de caballeros (1993)
- 25 años de escopeta y pluma (1995)
- Los niños (1995)
- Diario de un jubilado (1996)
- He dicho (1997)
- El hereje (1998). Narodowa Nagroda Literacka.
- Los estragos del tiempo (1999)
- Castilla habla (2000)
- Castilla como problema (2001)
- Delibes-Vergés. Correspondencia, 1948-1986 (2002)
- España 1939-1950: Muerte y resurrección de la novela (2004)
- La tierra herida: ¿qué mundo heredarán nuestros hijos? (2005). Napisana razem z synem Miguelem Delibesem de Castro.
- Opowieści hiszpańskie pol. wyd. 1972 (antologia, zbiór opowiadań różnych autorów)